# Хуан Усаторре
Хуан Усаторре Кановал (нар. 25 травня 1941, Москва, СРСР — 20 січня 1989, Барселона, Іспанія) — радянський футболіст, захисник. Майстер спорту СРСР (з 1963).

## Життєпис
Син одного з іспанців, які втекли в СРСР під час громадянської війни. Вихованець юнацької команди МШС Москва. У 1959 році провів один матч за дубль «Спартака». У 1960 році грав за заводську команду «Каучук» Ярославль (завод «Резинотехника»). В її складі на 950-річчі Ярославля виграв турнір, присвячений ювілею міста. У 1961 році прийняв запрошення Олександра Загрецького перейти в могильовський «Хімік», а після закінчення сезону разом з Володимиром Гремякіним перейшов у мінську «Білорусь». У 1966 році Усаторре повернувся в Москву. Зігравши один матч за спартаківський дубль, далі грав у «Торпедо». У 1967-1968 роках грав за рідний «Локомотив». У 1969 році перейшов у кіровоградську «Зірку», але через зловживання спиртним покинув команду вже на початку сезону. Футбольну кар'єру закінчив у 1970 році в команді заводу «Фрезер». Згодом переїхав до Іспанії, де помер в 1989 році.
У 1966 році зіграв вісім неофіційних матчів за збірну.

## Досягнення
- Клас «А»
  -  Бронзовий призер (1): 1966[3]

- У списку 33 найкращих футболістів СРСР (1): 1965 (№ 2)